# David McAllister
David McAllister (Berlin, 1971. január 12. –) skót–norvég származású német politikus és ügyvéd. 2010 és 2013 között ő volt Alsó-Szászország miniszterelnöke, 2014 óta európai parlamenti képviselő.